# António Francisco dos Santos
António Francisco dos Santos (ur. 29 sierpnia 1948 w Tendais; zm. 11 września 2017 w Porto) – portugalski duchowny rzymskokatolicki, biskup Porto w latach 2014-2017.

## Życiorys
Święcenia kapłańskie otrzymał 8 grudnia 1972 i został inkardynowany do diecezji Lamego. Przez kilkanaście lat pracował jako wikariusz, zaś w 1986 podjął pracę w diecezjalnym seminarium. Od 1996 prowikariusz generalny diecezji.
21 grudnia 2004 papież Jan Paweł II mianował go biskupem pomocniczym Bragi, ze stolicą tytularną Magnetum. Sakry biskupiej udzielił mu 19 marca 2005 abp Jacinto Tomás de Carvalho Botelho.
21 września 2006 został mianowany biskupem ordynariuszem Aveiro.
21 lutego 2014 papież Franciszek mianował go biskupem Porto. Ingres odbył się 5 kwietnia 2014.
Zmarł 11 września 2017 na atak serca.